# 南足柄市運動公園
南足柄市運動公園（みなみあしがらし うんどうこうえん）は、神奈川県南足柄市が所有する運動公園で、株式会社足柄グリーンサービス指定管理事業部が指定管理者として管理･運営を行っている。

## 概要
1997年7月に野球場が落成し、1999年4月に全面オープンした。2006年度から指定管理者制度を導入している。
毎年10月に南足柄市少年スポーツ大会の会場に使用するなど、市民の屋外スポーツ拠点として利用されている。

## 設備

### 野球場

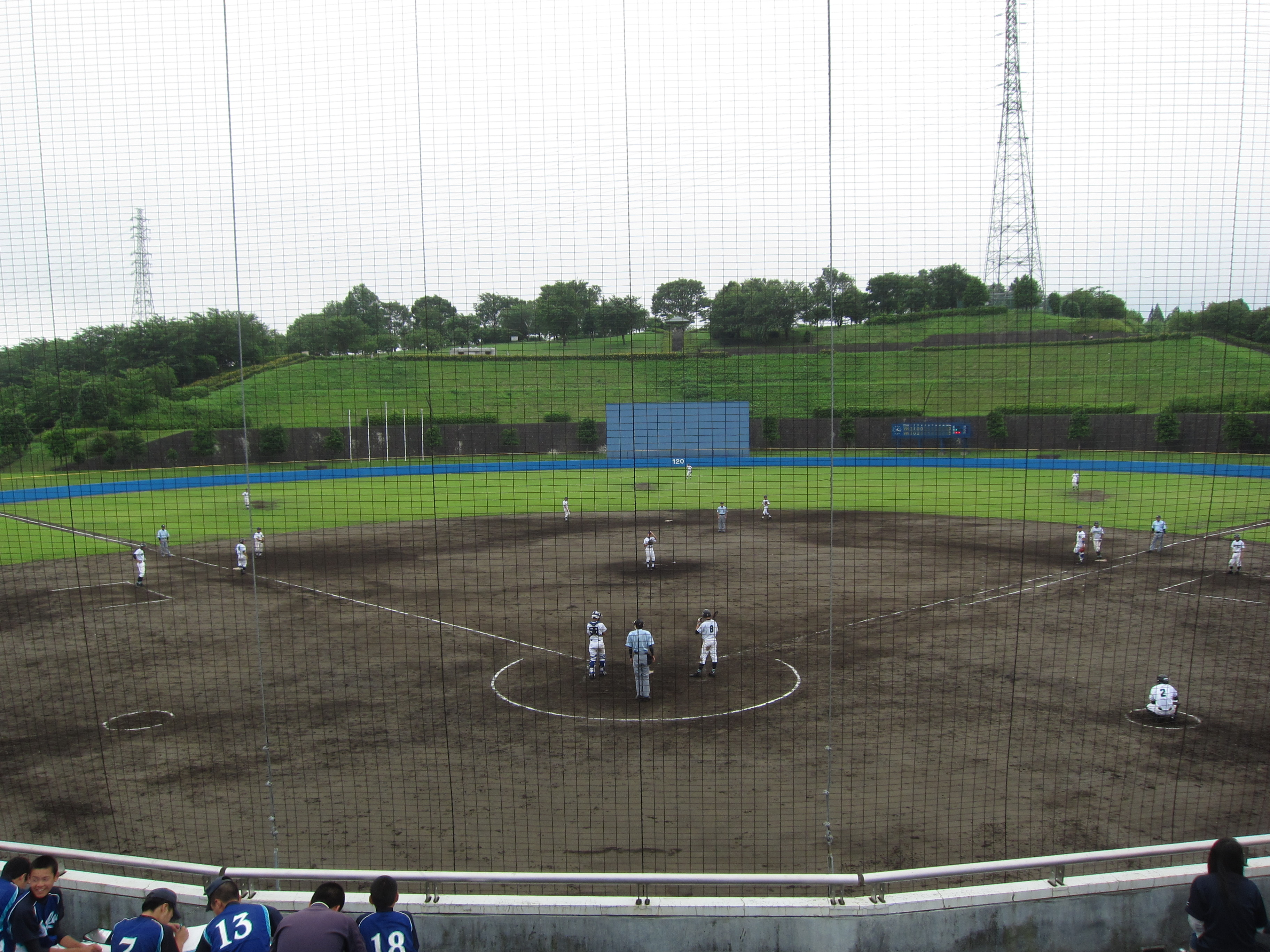
野球場

- センター120m、両翼92mが1面。内野はクレー、外野は天然芝。
- 磁気反転式スコアボード※2022年冬から2023年春まではLED式スコアボードの改修工事する予定、放送設備あり。
- 収容人数 3,000人（メインスタンドはイス席、外野は芝生席）

2020年よりベースボール・チャレンジ・リーグ（ルートインBCリーグ）に加入した神奈川フューチャードリームスが公式戦を開催している。

### 多目的広場

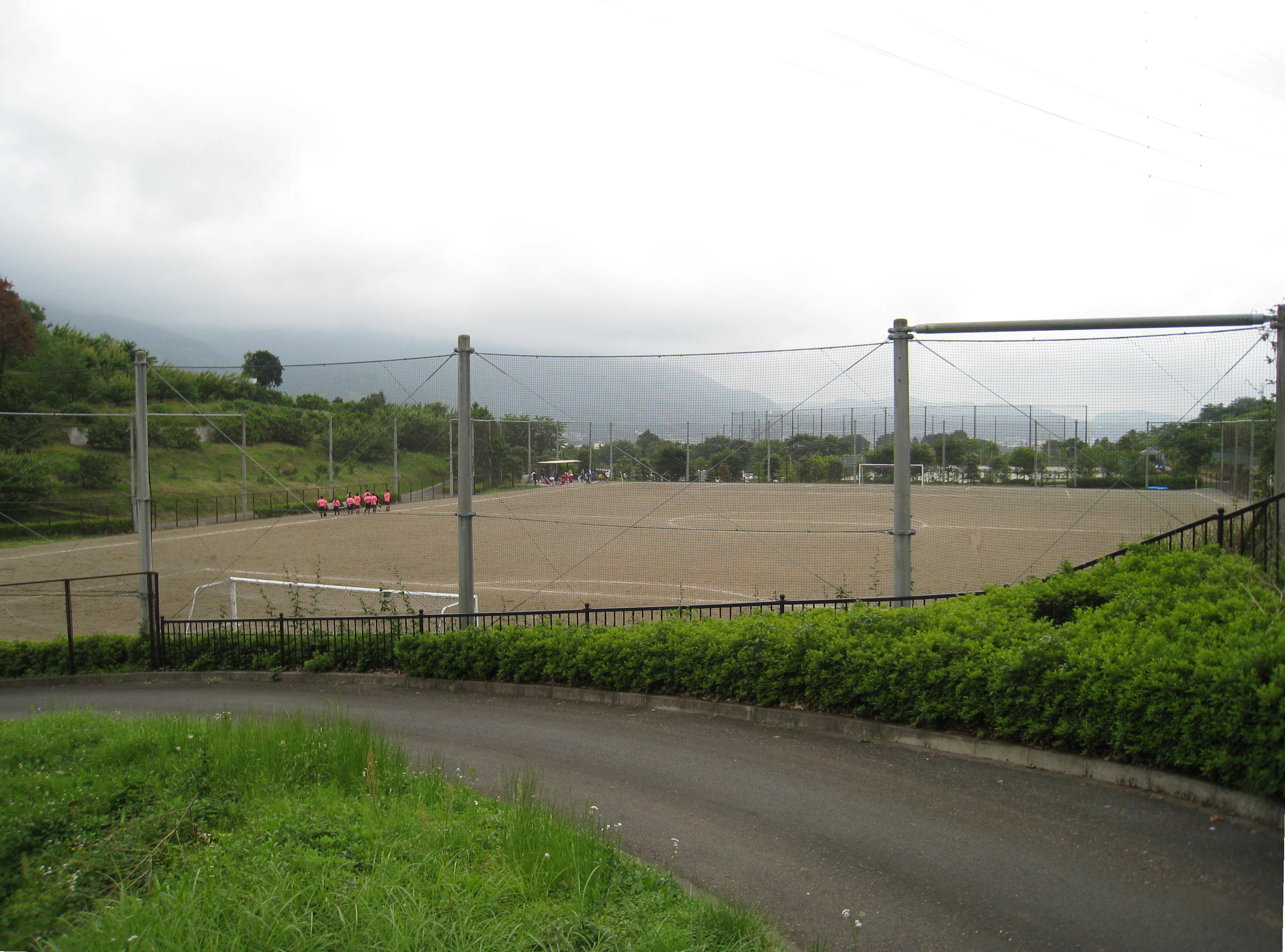
多目的広場

サッカーなどに利用できるグラウンド。ピッチは105m×68mの国際規格サイズだがクレー。神奈川県サッカー協会主催の公式戦などで使用されている。
芝生の斜面を観客席として利用できる。
- 収容人数　500人（全席芝生席）

### テニスコート
- 砂入り人工芝コート 8面

### その他の施設
- トリム広場
- ピクニック広場
- お花見広場
- ゲートボール場

## 交通アクセス
東山北駅もしくは山北駅から山北町循環バスで「三菱ガス化学前」下車、徒歩約10分。
また、小田急新松田駅・伊豆箱根鉄道大雄山駅から富士急行バスで「運動公園前」へ乗り入れる便もあるが、2020年以降は運休となっており、南足柄市中心部から公共交通機関でここを訪れることはできなくなっている。

## 関連施設
- 南足柄市体育センター